# Thomas Scharf-Wrede
Thomas Scharf-Wrede (* 1959) ist ein deutscher Historiker und Archivar, der insbesondere zur Geschichte des Bistums Hildesheim forscht.

## Leben
Thomas Scharf-Wrede studierte an der Universität Osnabrück, an der er 1992/93 mit der Dissertation zum Thema Das Bistum Hildesheim 1866–1914. Kirchenführung, Organisation, Gemeindeleben promoviert wurde.
1996 übernahm er die Leitung des Bistumsarchivs Hildesheim. Er ist Vorstandsvorsitzender im Verein für Geschichte und Kunst im Bistum Hildesheim.

## Schriften (Auswahl)
als Autor:
- Das Bistum Hildesheim 1866–1914. Kirchenführung, Organisation, Gemeindeleben (= Quellen und Studien zur Geschichte des Bistums Hildesheim, Band 3), Verlag Hahnsche Buchhandlung, Hannover 1995, ISBN 3-7752-5522-2; Inhaltsverzeichnis; zugleich Dissertation 1992/93 an der Universität Osnabrück
- Das Bistum Hildesheim im 19. Jahrhundert (= Bistum Hildesheim, [Band 3]), Strasbourg: Édition du Signe, 1999, ISBN 2-87718-891-4.
- Das Bistum Hildesheim im 20. Jahrhundert (= Bistum Hildesheim, [Band 4]), Strasbourg: Édition du Signe, 2001, ISBN 2-7468-0648-7.
- 815 > 2015: 1200 Jahre Bistum Hildesheim. Zeittafel, Hrsg.: Hauptabteilung Kommunikations- und Öffentlichkeitsarbeit des Bischöflichen Generalvikariats Hildesheim. Dombauverein Hohe Domkirche Hildesheim e.V., Bernward-Medien, Hildesheim 2010, ISBN 978-3-89366-562-4.
- Kleine Hildesheimer Bistumsgeschichte. Regensburg: Schnell + Steiner; Hildesheim: Bernward-Medien, 2014, ISBN 978-3-7954-2918-8; Inhaltsverzeichnis.
- mit Manfred Zimmermann, Konrad Deufel: Der Annenfriedhof. Im Schatten des Domkreuzgangs, herausgegeben vom Dombauverein Hohe Domkirche Hildesheim e. V., Hildesheim: Gerstenberg, 2020, ISBN 978-3-8067-8842-6; Inhaltsverzeichnis.

als Herausgeber:
- Umbruch oder Übergang? Die Säkularisation von 1803 in Norddeutschland, Konferenzschrift (2003), Hildesheim: Bernward; Regensburg: Schnell und Steiner, 2004, ISBN 3-7954-1682-5; Inhaltsverzeichnis.
- Heinrich Maria Janssen. Bischof von Hildesheim 1957 bis 1982 (= Quellen und Studien zur Geschichte und Kunst im Bistum Hildesheim, Band 2), Regensburg: Schnell + Steiner, 2008, ISBN 978-3-7954-2149-6; Inhaltsverzeichnis.
- Hildesheimer Dom. Zeugnis des Glaubens, [Hildesheim]: [Bernward].
  - Band 1: Das Hildesheimer Domkapitel – dem Bistum verpflichtet (= Hildesheimer Dom. Band 1; = Hildesheimer Chronik. Band 21), Hrsg.: Verein für Geschichte und Kunst im Bistum Hildesheim; Hildesheimer Dombauverein, [Hildesheim]: [Bernward], [2013?], ISBN 978-3-89366-564-8; Inhaltsverzeichnis.
  - Band 2: Der Hildesheimer Dom – „Kraftzentrum“ des Bistums? (= Hildesheimer Dom, Band 2; = Hildesheimer Chronik, Band 23), Hrsg.: Verein für Geschichte und Kunst im Bistum Hildesheim, Hildesheimer Dombauverein, Thomas Scharf-Wrede, Hildesheim: Bernward, 2014, ISBN 978-3-89366-573-0; Inhaltsverzeichnis.
- Michael Brandt, Thomas Scharf-Wrede (Hrsg.), Olaf Wittstock (Verf.): Philanthrop und Kunstunternehmer. Der Hildesheimer Domherr Johann Friedrich Moritz von Brabeck (1742–1814) (= Quellen und Studien zur Geschichte und Kunst im Bistum Hildesheim, Band 8), Regensburg: Schnell + Steiner; [Hildesheim] : Bernward-Medien, 2014, ISBN 978-3-7954-2043-7; Inhaltstext und Inhaltsverzeichnis.
- mit Jörg-Dieter Wächter (Hrsg.), Julia-Carolin Boes u. a. (Red.): Einblicke. 1200 Jahre Bistum Hildesheim in Quellen (= Hildesheimer Chronik, Band 24), [Hildesheim]: [Bernward], 2014, ISBN 978-3-89366-575-4; Inhaltsverzeichnis.
- Rückblicke – Einblicke – Querblicke. 1200 Jahre Bistum Hildesheim. Begleitbroschüre zur Wanderausstellung des Bistumsarchivs Hildesheim, Hrsg.: Katholische Kirche. Diözese Hildesheim, Bistumsarchiv Hildesheim, Thomas Scharf-Wrede, Hildesheim: Bernward, 2015, ISBN 978-3-89366-581-5.
- Pfarrer Joseph Müller. Glaubenszeugnis bis in den Tod (= Hildesheimer Chronik, Band 25), hrsg. von Thomas Scharf-Wrede, mit Beiträgen von Thomas Scharf-Wrede, Christina Prauss und Michaela Düllmann, [Hildesheim]: [Bernward], [2015], ISBN 978-3-89366-576-1; Inhaltsverzeichnis.
- Adolf Kardinal Bertram (1859–1945). Sein Leben und Wirken (= Quellen und Studien zur Geschichte und Kunst im Bistum Hildesheim. Band 9), Regensburg: Schnell + Steiner; Hildesheim: Bernward.Medien, 2015, ISBN 978-3-7954-2954-6; Inhaltsverzeichnis.
- Das Bistum Hildesheim. Geschichten aus der Geschichte, Aufsatzsammlung, Regensburg: Schnell & Steiner, 2016, ISBN 978-3-7954-3143-3; Inhaltsverzeichnis.
- mit Claudia Höhl (Hrsg.): Transfer Bernwardsäule / Felix Prinz (= Quellen und Studien zur Geschichte und Kunst im Bistum Hildesheim, Band 12), Katalog zur Ausstellung im Dommuseum Hildesheim vom 4. Mai 2018 bis 5. August 2018, Regensburg: Schnell + Steiner; Hildesheim: Bernward Medien, 2018, ISBN 978-3-7954-3349-9; Inhaltsverzeichnis
- mit Hans-Georg Aschoff (Hrsg.): Katholisch in Hannover. Menschen – Geschichten – Lebenswelten (= Quellen und Studien zur Geschichte und Kunst im Bistum Hildesheim, Band 11), Aufsatzsammlung, Regensburg: Schnell & Steiner; Hildesheim: bernward.MEDIEN, 2019, ISBN 978-3-7954-3305-5; Inhaltsverzeichnis